# Идальго, Сантьяго
Сантьяго Идальго Масса (исп. Santiago Hidalgo Massa; род. 17 февраля 2005, Сантьяго-дель-Эстеро) — аргентинский футболист, нападающий клуба «Тулуза».

## Клубная карьера
Идальго — воспитанник клубов «Сан-Лоренсо» и «Индепендьенте». 16 июля 2022 года в матче против «Росарио Сентраль» он дебютировал в аргентинской Примере в составе последнего.